# Lijst van carrosseriebouwers
Een carrosseriebouwer is een fabrikant die op een chassis van een autofabrikant een eigen carrosserie plaatst, waardoor een standaardauto min of meer uniek wordt.
In de eerste helft van de 20e eeuw, lieten veel beter gesitueerden voor hun auto vaak een carrosserie maken door een specialistische firma, de fabriekscarrosserie was voor hen wellicht wat te gewoontjes.
Zo'n carrosseriebouwer in zijn algemeenheid verdiende echter het meeste geld met het bouwen van kleine series (meestal de cabrioletversies) voor autofabrieken, voor welke laatste een kleine serie net weer te verstorend was in het productieproces. Zo maakte Pininfarina bijvoorbeeld de Peugeot 406 Coupé en maakt Karmann voor Volkswagen de cabrioletversies van onder meer de Golf en maakt Heuliez in Frankrijk voor Peugeot de 206CC en de Tigra Twintop voor Opel.

## Australië
- Diskon & Molyneux
- Martin & King

## België
- D'Ieteren Freres
- Ernst Berg Systems
- Vesters & Neirinck

Bus
- Van Hool
- VDL Bus Roeselare
- Jonckheere Roeselare

Vrachtwagens
- Carrosseriebouw Quintyn
- Carrosseriebouw Sanse

## Bulgarije
- Chavdar

## Denemarken
Bus
- Aabenraa Karrosseri, Aabenraa
- Dansk Automobil Byggeri (DAB), Silkeborg

## Duitsland
- Arden Automobilbau
- Artz
- Autenrieth
- Baur
- Binz
- Bohse Automobilbau
- Deutsch
- Erdmann & Rossi
- Hebmüller
- Karmann
- Miesen
- Wendler

## Finland
- Valmet

Bus
- Carrus, Lieto

## Frankrijk
- Antem
- Henry Binder
- Henri Chapron
- Darrin
- Fernandez & Darrin
- Figoni & Falaschi
- Franay
- Gangloff
- Guillore
- GRUAU
- Heuliez
- Hibbard & Darrin
- Kellner Freres
- Labourdette
- Letourneur et Marchand
- Carrosserie Pourtout
- Saoutchik
- Vanvooren
- De Villars
- Weymann

## India
- DC Design

## Italië
- Allemano
- Bertone
- Boano
- Castagna
- Ellena
- Fissore
- Frua, Pietro
- Ghia
- Giugiaro (ItalDesign)
- Granturismo
- I.DE.A Institute
- Irisbus
- ItalDesign (Giugiaro)
- Marazzi
- Michelotti
- Monterosa
- OSI
- Pininfarina
- Sala
- Scaglietti
- Stola
- Studiotorino
- Carrozzeria Touring Superleggera
- Carrozzeria Varesina
- Vignale
- Viotti
- Zagato

## Japan
- Mitsuoka

## Nederland
Auto/vrachtauto
- APC (Allro Plast Carrosserieën) Goes
- van den Barg Carrosserie- en wagenbouwbedrijf BV Delden
- Brinks Carrosserieën BV, Enschede
- Akkermans, Oud Gastel, Noord Brabant
- A.R.M. (Amsterdamsche Rijtuig Maatschappij), Amsterdam
- Fa. J. Beks Jr. Carrosserie- en wagenbouw, Groningen
- Van Bergen Carrosseriefabriek, Eindhoven
- Van Berkum Carrosseriebedrijf, Lochem
- Be-Ge (Holland) N.V., Meppel
- Berwi, Winschoten
- A. Bikkers & Zoon, Rotterdam
- Johan .M. Blanker, Rotterdam
- Bronkhorst
- Buchtens Carrosseriefabriek (Buca), Buchten
- Burgers Carrosserie, Aalsmeer
- Burgers Carrosserie, Maasbracht
- Burgers Carrosserie, Zwaagdijk
- Bulthuis' Carrosserie- en Wagenfabriek, Noordwolde
- Fa. J. Boonacker en Zn., Haarlem
- Van den Born Carrosserie, Waalwijk
- Carbouw (Louwman Mercedes-Benz)
- Carrosserie Tielemans, Eindhoven
- Carrosserie en Wagenfabriek G.D. Jurgens, Winschoten
- Carrosseriebedrijf C. Gaarthuis, Alkmaar
- Carrosseriebouw Jos Mulder B.V., Bunnik
- Carrosseriefabriek Loeffen, Wijchen
- Carrosseriefabriek F.W.J. Van Koppen, Rijswijk
- Coenen, Den Haag
- Cornelis Garstman, Wijk bij Heusden
- Deckers Carrosserie, Zoeterwoude / Leiden
- Dubbeldam Groep, Schelluinen
- ESVE Special Trailers, Lichtenvoorde
- Fa. J. van Eck & Zonen, Lexmond/Dongen
- Fraanje Carrosserie, Goes
- J. Geesink & Zonen, Weesp]
- Gebr. Brauckman (Gebra Garage), Venlo
- Groenewegen, Rotterdam, Etten-Leur
- Heida / Heiwo Lichtmetaal N.V., Wolvega
- Jan Jongerius N.V., Utrecht
- N.V. v/h Gebr. H. & F. Kimman, Haarlem
- Carrosserie-Fabriek G.J. ten Koppel, Den Haag
- Koster, Wolphaartsdijk
- Van Koppen, Rijswijk
- W.M. Lutgerink, Zwolle
- Maastrichtsche Carrosseriefabriek Van Lijf & Co., Maastricht
- Martens Carrosserie, Wijchen
- Medema, Appingedam
- Nederlandsche Automobiel Maatschappij, Den Haag
- Pennock, Den Haag
- Plegt Carrosserie Groep, Enschede/Lochem
- H.F. de Reus, Oss
- Van Rijswijk
- NV Koninklijke Maatschappij De Schelde (KMS), Vlissingen
- Schrör & Vriend, Lichtenvoorde
- Smartbox Nederland, Goes
- Stenis Carrosseriebouw B.V., Rotterdam
- Tal techniek B.V, Weert
- Twentsche Carrosseriefabriek van Nunen & Peeze, Hengelo
- Co van der Tuyn
- Vandenbrink Design
- Veth & Zoon
- Visser BV, Leeuwarden
- Gebrs. van der Voort, Voorburg
- Wagenmakerij/Carrosserie van 't Riet, Alphen aan den Rijn
- A. v.d. Weijden, Gouda
- Willemsen, Kesteren / Tiel
- M. van der Wijngaard & Co., Woerden
- Zeelandia, Schore
- Zeeuws-Vlaamsche Carrosseriefabriek (Zevla), Axel
- Zuidwijk Carrosserieën, Alphen aan den Rijn
- Duijster Carrosserie en Wagenbouw BV, Giessen

Bus
- A.R.M. (Amsterdamsche Rijtuig Maatschappij), Amsterdam
- Compaan, Carrosseriebouw Compaan BV, Assen
- VDL Bus Heerenveen, Heerenveen
- VDL Bus Modules, Valkenswaard
- VDL Bus Valkenswaard, Valkenswaard
- Bova, Valkenswaard
- De Rijk, Rotterdam
- Den Oudsten, Woerden
- Domburg, Montfoort
- Groenewold, Hoogezand
- Hainje, Heerenveen
- Hoogeveen, Hoogeveen
- Jongerius, Utrecht
- König, Den Haag
- Kusters, Venlo
- Medema, Appingedam
- Pennock, Den Haag
- Rijkhoff Autolaadkranen, Wormerveer
- Roset, Bergen op Zoom
- Smit, Joure
- Smit, Appingedam
- Van Rooijen, Montfoort
- Roset, Bergen op Zoom
- Verheul (ook: vrachtauto's), Waddinxveen / Gouda
- Werkspoor, Utrecht
- ZABO, Ridderkerk
- Tijmen Ploeg, Amersfoort

zie ook: Lijst van Nederlandse busmerken

## Noorwegen
Bus
- Vest Buss, Stryn

## Oostenrijk
- Kohlruss, Wenen

## Spanje
- Abadal y Compañía
- Baltasar Fiol
- Briz y Stinus
- Climent
- Francisco Capella
- Hijos de Labourdette
- J. Forcada
- J. Reynes
- J. Roqueta
- Serra

## Verenigd Koninkrijk
- Abbott
- Alexander Dennis
- Wm Arnold
- Barker and Company
- Carbodies
- Connaught
- Cunard
- Dennis
- Freestone & Webb
- Grose
- Gurney Nutting
- Harold Radford
- H. J. Mulliner & Co.
- Holbrook
- Hooper
- Mann Egerton
- Mayfair London
- Motor Panels
- Mulliner Park Ward
- Rippon Bros
- Park Ward
- Salmons
- Thrupp & Maberly
- Tickford
- James Young
- Vanden Plas
- Windovers
- Wrightbus

## Verenigde Staten van Amerika
- Advanced Automotive Technologies (AAT Cars)
- American Custom Coachworks
- Arnolt
- Bohman & Schwartz
- Brewster & Co.
- Brunn
- Derham
- Fisher
- Fisker
- Fleetwood
- Hibbard & Darrin
- Inskip
- LA Custom Coach Inc
- Le Baron
- Millspaugh & Irish
- Moloney
- Walter M. Murphy Company
- Rollston
- Leon Rubay
- Springfield

## Zweden
Bus
- Säffle Karosserifabrik, Säffle

## Zwitserland
- Baldenweg
- Beutler
- Edag
- Adolf Egli
- Georges Gangloff
- C&R Geissberger
- Graber
- Hartmann (Lausanne)
- Carrosserie Italsuisse
- Walter Kong
- Rinspeed
- F.Worblaufen, Ramseier & Co.

Bus
- Franz Brozincevic & Cie (FBW), Wetzikon
- Ramseier & Jenzer Bus + Bahn, Biel/Biene
- Carrosserie Hess, Bellach